# Дубовой Олександр Федорович
Олекса́ндр Фе́дорович Дубово́й (нар. 11 березня 1976, Кілія, Одеська область) — український підприємець і політик. Народний депутат України VI та VII скликань (2007—2014 рр.). Колишній член українських політичних партій «Всеукраїнське об'єднання християн» та Всеукраїнського об'єднання «Батьківщина».

## Життєпис
1995—1997 — заступник директора ВФ «Домбудконструкція» в Ізмаїлі.
1997—2002 — заступник директора з загальних питань Християнського благодійного фонду «Довіра» в Ізмаїлі.
2002—2004 — заступник директора з правових питань ТОВ ПКФ «Полісервіс» у Одесі.
2004—2006 — перший заступник голови правління ЗАТ «Українська інвестиційна група», 2006—2007 — президент ЗАТ «Міжнародна інвестиційна група» в Києві.
З 2007 — президент Міжнародної благодійної організації «Фонд Добра та Любові», основною метою якої є здійснення благодійності в інтересах соціально незахищених та малозабезпечених громадян України.
З січня 2015 — радник голови правління з питань інвестицій та інновацій ПАТ «Міжнародна енергетична компанія».
З 2019 року і до сьогодні є головою наглядової ради ПрАТ «Міжнародна інвестиційна група».
5 березня 2015 року очолив «Всеукраїнську федерацію карате».
З 9 листопада 2015 — голова Правління ПрАТ «Міжнародна енергетична компанія».

## Освіта
Закінчив 8 класів школи.
1991—1995 — навчався у Білгород-Дністровському медичному училищі (лікувальна справа).
1996—2002 — навчався в Одеській юридичній академії (юрист).
2011 — закінчив Одеський політехнічний університет (спеціаліст з атомної енергетики).
2011 — закінчив Львівську комерційну академію (спеціаліст фінансів).

## Політика
Народний депутат України 6-го скликання з 23 листопада 2007 до 12 грудня 2012. На час виборів: президент Міжнародної благодійної організації «Фонд Добра та Любові», Член Комітету з питань паливно-енергетичного комплексу, ядерної політики та ядерної безпеки (з 26 грудня 2007). Є автором і співавтором ряду профільних законопроєктів.
Народний депутат України 7-го скликання з 12 грудня 2012 до 27 листопада 2014. Член Комітету Верховної Ради України з питань законодавчого забезпечення правоохоронної діяльності.
Після протистояння та трагедії в Одесі 2 травня 2014 року Дубовой заявив, що він пропонував скасувати футбольний матч, а також повідомив, що він прогнозував такий розвиток подій, але не мав змоги вжити заходів для запобігання трагедії. Він спростував звинувачення тогочасного голови ОДА Володимира Немировського, який назвав його організатором сутичок, а пізніше виграв у ексгубернатора справу про захист репутації в суді.

## Нагороди, державні ранги
- Почесна грамота Кабінету Міністрів — за вагомий особистий внесок в розвиток підприємництва, формування ринкової інфраструктури та з нагоди Дня підприємця[8].
- Подяка, медаллю та Почесною грамотою Державного департаменту України з питань виконання покарань[8].
- Подяка Української Асоціації прокурорів — за активну громадську позицію, сприяння діяльності Української Асоціації прокурорів, спрямованої на підтримку авторитету та позитивного іміджу прокуратури, утвердження верховенства права і зміцнення правопорядку[8].
- Нагородна зброя Glock 17 — нагороджено наказом МВС № 651 о/с від 17.04.2014[9].
- Нагородна зброя HK USP — нагородежено Георгієм Маргвелашвілі, президентом Грузії від 20.06.2017[8].
- Грамота за заслуги перед Помісною Українською православною церквою та орден святого Архістратига Михаїла II ступеня від 11.03.2021[10].

## Благодійна діяльність
З 2007 керує БФ «Фонд добра та любові», що допомагає соціально незахищеним людям Бессарабії.

## Кримінальні провадження, звинувачення у рейдерстві
Звинувачується у махінаціях з будівлею заводу «Краян», підкупі суддів, рейдерських захопленнях будівлі компанії «Ліра-2000», земель в Києві, компанії «Чорноморське морське пароплавство», різних аферах пов'язаних із закупівлями Міністерством оборони України та заводом «Оріон».
Дубовой звинувачується у розкраданні 92 млн грн під час купівлі заводу «Краяни», коли мер Одеси Труханов зі співучасниками організували схему купівлі заводу за вдвічі меншою вартістю. 30 січня 2020 ВАКС призначив йому заставу розміром 15,8 млн грн без утримання під вартою.
Журналіст Павло Шеремет пов'язував Дубового з рейдерським захопленням Торгово-промислової палати України.
8 липня 2014 — виграв суд про захист честі, гідності і ділової репутації в ексгубернатора Одеської області Володимира Немировського.
17 червня 2015 — виграв суд про захист честі, гідності і ділової репутації у депутата Юрія Луценка.

## Визнання
- 31 березня 2015 — в селищі Шевченкове (Кілійський район) на Одещині центральну вулицю перейменували з Радянської на «Олександра Дубового»[32].

## Сім'я
Дружина Світлана (1978 р.н.) — президент Міжнародної благодійної організації «Фонд Добра та Любові».
Виховують п'ятьох дітей: двох синів Марка та Федора та трьох доньок: Олександру, Софію та Лідію.